# Жезказган (сгт)
Вижте пояснителната страница за други значения на Жезказган.
Жезказган (на казахски: Жезқазған; на руски: Жезказган), по-рано Джезказган и Рудник Джезказган, е селище от градски тип в Централен Казахстан, Карагандинска област. Има население от 8119 жители към 2012 г. Подчинен е на Сатпаевския градски акимат (кметство).
Селището се намира на 4 километра югозападно от гр. Сатпаев и на около 15 километра северозападно от гр. Жезказган.
Развива се заради разположено наблизо голямо находище на медна руда. Първият му стопанин е индустриалецът Никон Ушаков от 1847 година. Разработването на находището и добивът на медна руда обаче започва едва по съветско време.
На 4 май 1993 година с постановление на Президиума на Върховния съвет на Казахстан транскрипцията на името на Джезказган е изменена на Жезказган.
В района на селището работят предприятия на корпорацията „Казахмис“, осигуряваща около 90 % от добива на медна руда в страната. Поради добивната дейност Жезказган се намира в критично състояние, периодично стават свличания на земната повърхност.